# Julia Dippel

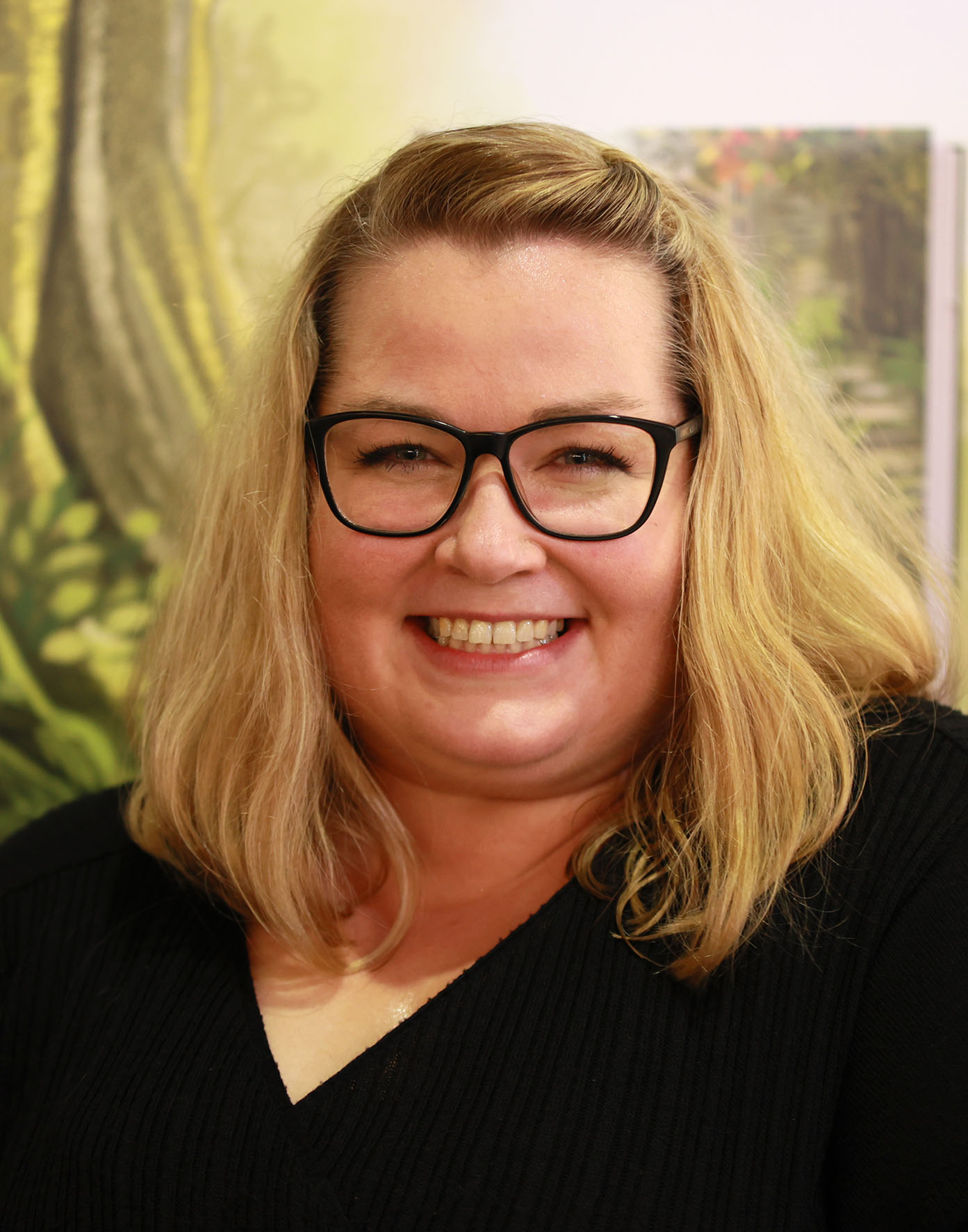
Julia Dippel auf der Frankfurter Buchmesse 2022

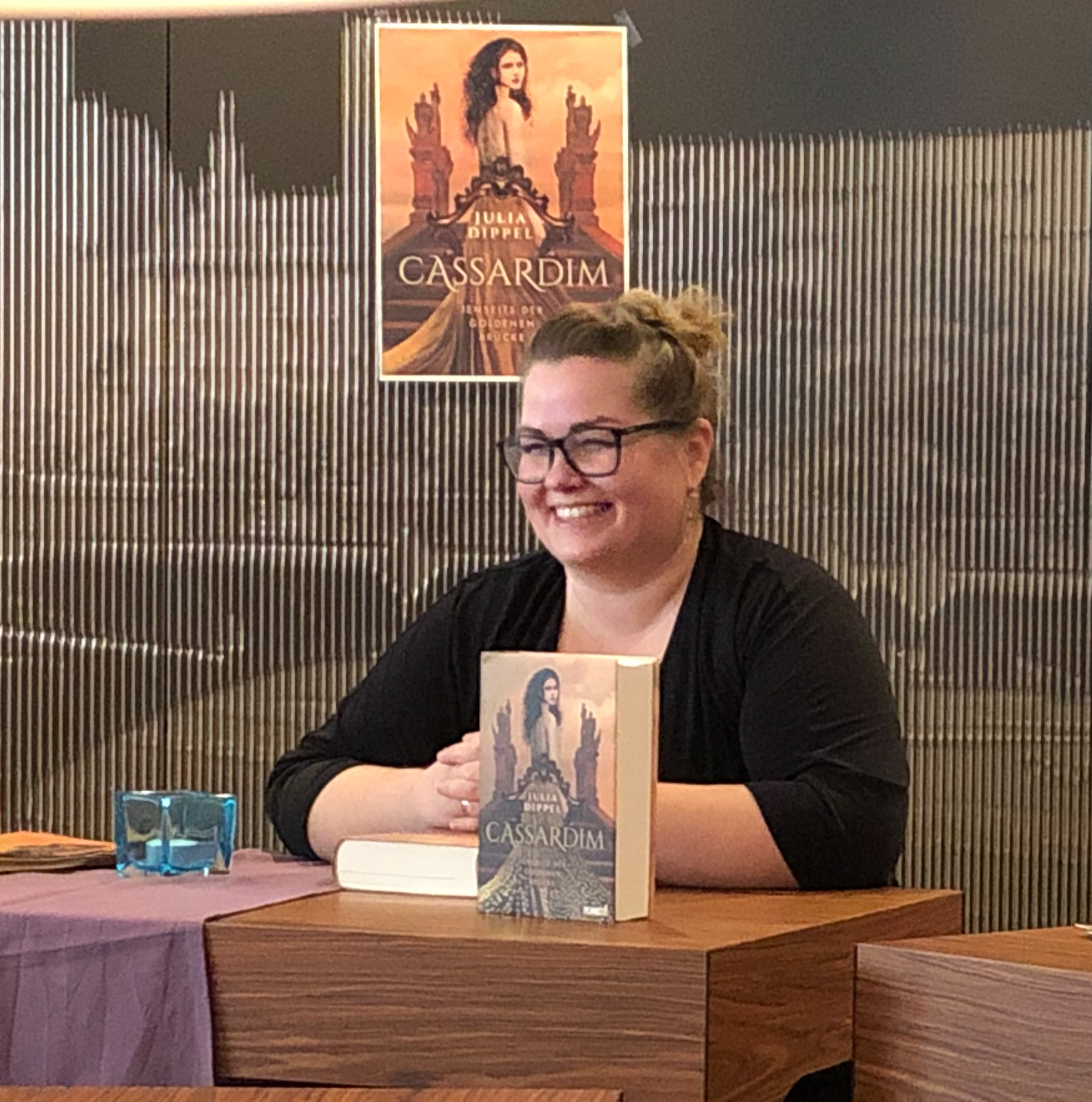
Julia Dippel auf der Frankfurter Buchmesse 2019

Julia Dippel (* 1984 in München) ist eine deutsche Regisseurin, Autorin und Sängerin.

## Leben und Wirken
Dippel studierte Theaterwissenschaft an der LMU München sowie Veranstaltungsmanagement an der Deutschen POP Akademie. Sie arbeitet als Regisseurin für Opern, Musicals und Theater und unterrichtet Kinder und Jugendliche im Theaterbereich.
Seit 2008 führt Dippel einige Regietätigkeiten für mehrere Inszenierungen für die Pasinger Fabrik, für die Opernbühne e.V. Bad Aibling und für das Freie Landestheater Bayern aus und kreiert in Zusammenarbeit mit der Klassikwerkstatt München und Klassik an der Donau einige Opern in kindgerechtem Format. Daneben ist Dippel für weitere Produktionen tätig, u. a. für Musicals, Schauspiele, Krimi-Dinner und Jazzshows.
2018 erschien ihr Debütroman Izara – Das ewige Feuer im Thienemann-Esslinger Verlag, der als bestes deutschsprachiges Romandebüt mit dem Deutschen Phantastik Preis 2018 ausgezeichnet wurde. 2020 wurde ihr Jugendroman Cassardim - Jenseits der Goldenen Brücke für den Buxtehuder Bullen nominiert, während der vierte Band ihrer Izara-Reihe beim Lovelybooks Leserpreis Silber in der Kategorie Jugendbuch – Fantasy erhielt. In derselben Kategorie erreichte 2021 der zweite Cassardim Band Jenseits der schwarzen Treppe Platz drei und Belial – Götterkrieg, der fünfte Band der Izara-Reihe, Platz neun.
Der erste Band ihrer Sonnenfeuer-Ballade stieg im Oktober 2023 auf Platz 7 der Spiegelbestseller-Liste (Hardcover Belletristik) ein.
Die Izara-Reihe wird seit 2020, die Cassardim-Trilogie seit 2021 über den Moskauer Verlag Freedom in russischer Sprache veröffentlicht.
2013 gründete Dippel gemeinsam mit der Musical-Darstellerin Melanie Renz und dem Musiker Florian Stierstorfer die Münchner Band Triline.

## Auszeichnungen
- 2018: Deutscher Phantastik Preis 2018 in der Kategorie Bestes deutschsprachiges Romandebüt für Izara - Das ewige Feuer
- 2020: LovelyBooks Leserpreis Silber in der Kategorie Jugendbuch – Fantasy für Izara 3 – Verbrannte Erde
- 2021: LovelyBooks Leserpreis Bronze in der Kategorie Jugendbuch – Fantasy für Cassardim 2 – Jenseits der Schwarzen Treppe
- 2022: LovelyBooks Community Award Silber in der Kategorie Jugendbuch – Fantasy für Cassardim 3 – Jenseits der Tanzenden Nebel[5]

## Werke

### Reihen

#### Izara
- Das ewige Feuer (Izara 1). Thienemann-Esslinger Verlag, Stuttgart 2017, ISBN 978-3-522-65386-2.
- Stille Wasser (Izara 2). Thienemann-Esslinger Verlag, Stuttgart 2018, ISBN 978-3-522-65397-8.
- Sturmluft (Izara 3). Thienemann-Esslinger Verlag, Stuttgart 2018, ISBN 978-3-522-65409-8.
- Verbrannte Erde (Izara 4). Thienemann-Esslinger Verlag, Stuttgart 2020, ISBN 978-3-522-65410-4.
- Belial – Götterkrieg (Izara 5). Thienemann-Esslinger Verlag, Stuttgart 2021, ISBN 978-3-522-65482-1.
- Belial – Seelenfrieden (Izara 6). Thienemann-Esslinger Verlag Stuttgart 2022, ISBN  978-3-522-50730-1

#### Cassardim
- Jenseits der goldenen Brücke. Thienemann-Esslinger Verlag, Stuttgart 2019, ISBN 978-3-522-65412-8.
- Jenseits der schwarzen Treppe. Thienemann-Esslinger Verlag, Stuttgart 2020, ISBN 978-3-522-65446-3.
- Jenseits der tanzenden Nebel. Thienemann-Esslinger Verlag, Stuttgart 2021, ISBN 978-3-522-50722-6.

#### Die Sonnenfeuer-Ballade
- A Song To Raise A Storm. Thienemann-Esslinger Verlag, Stuttgart 2023, ISBN 978-3-522-50813-1.
- A Storm to Kill a Kiss. Thienemann-Esslinger Verlag, Stuttgart 2024, ISBN 978-3-522-50814-8.
- A Kiss to End a Song. Thienemann-Esslinger Verlag, Stuttgart 2025,  ISBN 978-3-522-50815-5.

## Regiearbeiten (Auswahl)
- 2016: Rusalka von Antonín Dvořák, Pasinger Fabrik[6]
- 2016: Der Freischütz von Carl Maria von Weber, Freies Landestheater Bayern[7]
- 2017: La Cenerentola von Gioachino Rossini, Pasinger Fabrik[8]
- 2018: Carmen von Georges Bizet, Freies Landestheater Bayern[7]
- 2019: Der Vetter aus Dingsda  von Eduard Künneke, Freies Landestheater Bayern[9]
- 2019: Die Zauberflöte von Mozart, Freies Landestheater Bayern[9]
- 2020: Fiddler on the Roof (Anatevka) von Jerry Bock, Freies Landestheater Bayern[9]
- 2020: Die ganze Welt ist himmelblau, Various Artists, Freies Landestheater Bayern, Regie[9]
- 2022: Das Land des Lächelns von Franz Lehár, Freies Landestheater Bayern, Regie[9]